# Kirchweidach
Kirchweidach est une commune de Bavière (Allemagne) de 2 263 habitants, située dans l'arrondissement d'Altötting.

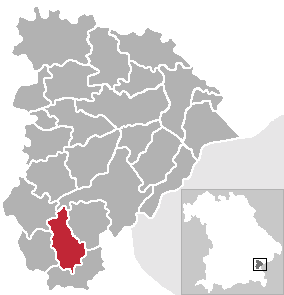
Localisation de la commune dans la district de Haute-Bavière